# جيورجي بالفي
جيورجي بالفي (بالمجرية:[György Pálfi] ولد في 11 أبريل 1974 في بودابست، المجر) هو صانع أفلام مجري. ترشح بعض أفلامه في مهرجان كان السينمائي. وهو من أهم الصناع المجريين اليوم.

## وصلات خارجية
- جيورجي بالفي على موقع IMDb (الإنجليزية)
- جيورجي بالفي على موقع ألو سيني (الفرنسية)
- جيورجي بالفي على موقع أول موفي (الإنجليزية)
- جيورجي بالفي على موقع قاعدة بيانات الأفلام السويدية (السويدية)
- جيورجي بالفي على موقع قاعدة بيانات الفيلم (الإنجليزية)
- جيورجي بالفي على موقع كينوبويسك (الروسية)